# Dryopteris serratodentata
Dryopteris serratodentata är en träjonväxtart som först beskrevs av Richard Henry Beddome, och fick sitt nu gällande namn av Bunzo Hayata. Dryopteris serratodentata ingår i släktet Dryopteris och familjen Dryopteridaceae. Inga underarter finns listade.